# مارتن سميث (كاتب)
مارتن سميث (بالإنجليزية: Martin Cruz Smith) (و. 1942  م) هو كاتب، وروائي، وكاتب سيناريو أمريكي، ولد في ريدينغ. تعلم في جامعة بنسيلفانيا.

## وصلات خارجية
- مارتن سميث على موقع IMDb (الإنجليزية)
- مارتن سميث على موقع مونزينجر (الألمانية)
- مارتن سميث على موقع إن إن دي بي (الإنجليزية)
- مارتن سميث على موقع قاعدة بيانات الفيلم (الإنجليزية)
- مارتن سميث في قاعدة بيانات الأفلام على الإنترنت